# 宋後昭公
宋後昭公（？—前404年），子姓，名得，或名德，一名特。為了與相同諡號的的宋昭公杵臼分別，故作宋後昭公。
宋元公曾孙，公子褍秦之孙，公孙周之子。宋景公無子，以公孙周两个儿子得与启养于宫中，但未曾确认让谁继位。前469年冬，宋景公突然死去，景公宠臣大尹立启为君，是為宋公启。乐氏、皇氏、灵氏三族早对大尹不满，遂发动国人驅逐了大尹跟宋公启，即“施于大尹”，大尹只好带着宋公启出奔楚国，宋後昭公随之继位。
但是根据《史記·宋微子世家》记载，前469年，宋景公死后，特为父报仇，杀死景公的太子继位，即為宋後昭公。《史記》並没有宋公启的相关纪录。
宋後昭公請墨子到宋國參政，拜為宋大夫，稱“上無君上之事，下無耕農之事”。楚國在楚惠王、楚聲王時曾兩次包圍宋都，未能攻克。晚年任用戴歡為大宰，司城皇專政，二人互相殘殺。後司城子罕擊敗戴歡，又驅逐了宋後昭公，宋後昭公在邊境潛心改過，三年後又被迎回復位。在位65年。

## 大事年表
宋後昭公的早年曾經出亡逃到宋國邊境，後潛心改過，後三年，美行於宋，宋人迎之。（《韓詩外傳》卷6、《新書·先醒》、《新序·雜事五》、《獨異志》卷中、《資治通鑑外紀》卷10）
二十九年（前439年），相傳公輸般為楚國建造雲梯，準備攻打宋國。墨子聽說後，日夜兼程，十天十夜趕到楚都郢都。先說服了公輸般，又對楚惠王闡以兼愛、非攻，最後與公輸般進行了模擬攻防比試，告訴其自己的弟子禽滑釐等三百人已在宋城持械以待，迫使惠王放棄了攻宋的企圖。（《墨子·公輸》）
三十九年（前429年），與越師聯合在襄平（今地不明，在山東省境內）打敗齊師。（《繫年》第20章）
四十七年（前422年），宋後昭公去世，其子宋悼公購由即位。（《史記·宋世家》）